# Urban Hjärne
 (novembre 2012).
Si vous disposez d'ouvrages ou d'articles de référence ou si vous connaissez des sites web de qualité traitant du thème abordé ici, merci de compléter l'article en donnant les références utiles à sa vérifiabilité et en les liant à la section « Notes et références ».
Urban Hjärne (20 décembre 1641 – 10 mars 1724) est un médecin et écrivain suédois.
Il tente de mettre un terme à l'épisode de chasse aux sorcières qui frappe la Suède de 1668 à 1676. En 1678, il fonde avec le baron Gustaf Soop la première station thermale de Suède : Medevi, sur la rive orientale du Vättern. D'autres fondations suivent, qui lui apportent richesse et renommée. En 1684, il devient le médecin personnel du roi Charles XI.
Hjärne contribue à introduire le genre pastoral dans les lettres suédoises avec son roman autobiographique Stratonice (1668), dans lequel il relate ses amours avec une jeune fille de douze ans. Il est également l'auteur d'une tragédie, Rosimunda, inspirée de la légende de Rosemonde et Alboïn.

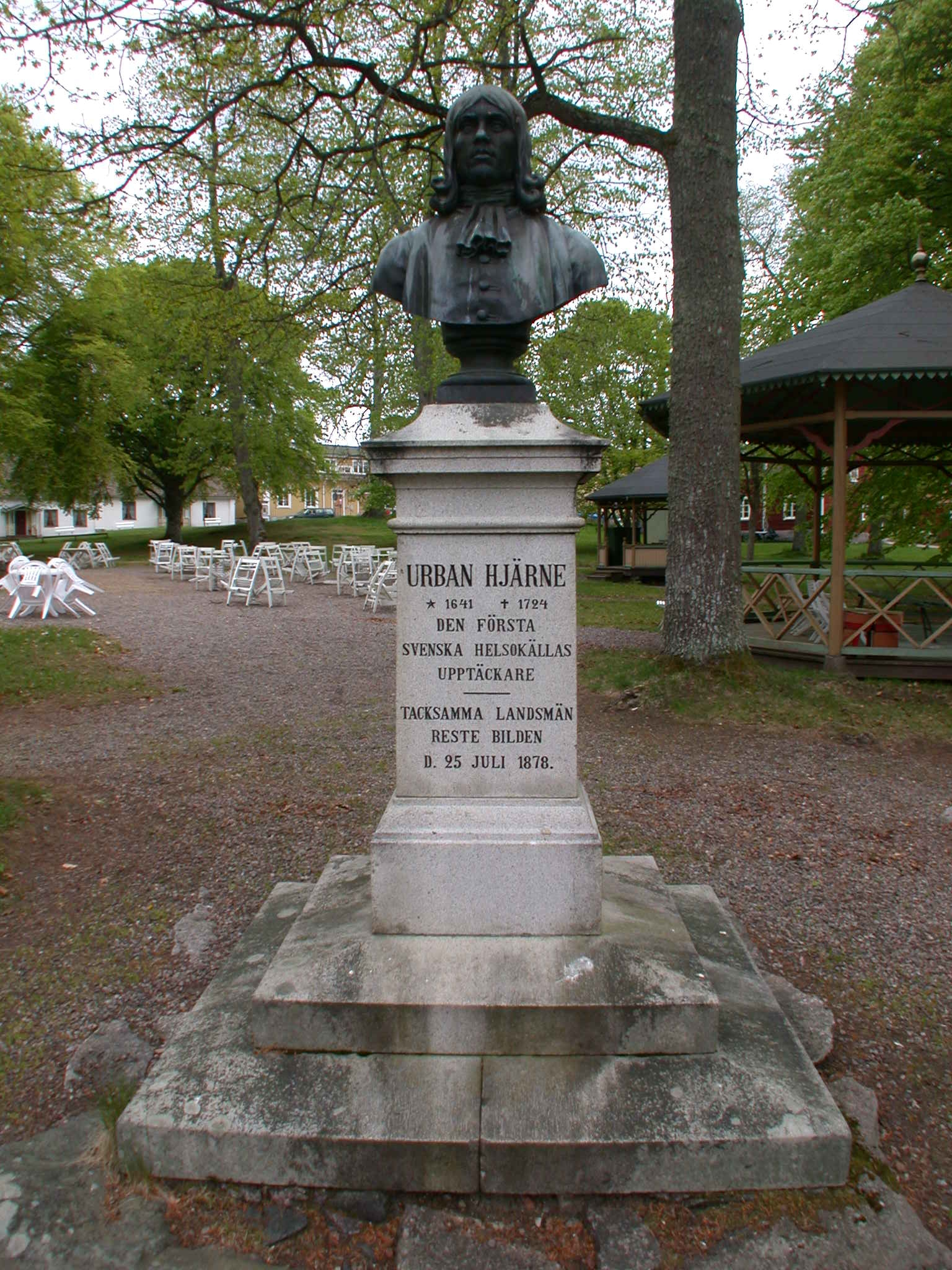
Buste d'Urban Hjärne à Medevi.